# Ľudovít Štúr
Ľudovít Štúr (štúr), slovaški filolog, narodni buditelj, novinar, pedagog, pesnik, pisatelj, politik, publicist in zgodovinar, * 29. oktober 1815, Uhrovec, okraj Bánovec nad Bebravou, † 12. januar 1856, Modra, okraj Pezinok, Slovaška.

## Življenje in delo
Štúr je bil vodilna osebnost kulturnega in političnega življenja na Slovaškem v 40 letih 19. stoletja. Bil je idejni vodja tiste generacije, ki je postavila temelj novemu slovaškemu književnemu jeziku in književnosti. Zavzemal se je za kulturno odcepitev Slovakov od Čehov in razvijal romantični rusofilski panslavizem. Leta 1847 je bil poslanec v deželnem zboru, 1848/1849 pa je vodil slovaško vstajo.